# Alpine Skiweltmeisterschaften 1950
Die 11. Alpinen Skiweltmeisterschaften fanden vom 13. bis 18. Februar 1950 in Aspen im US-Bundesstaat Colorado statt.

## Eröffnung
Diese erfolgte am Sonntagnachmittag, 12. Februar. 104 Konkurrenten zogen durch Aspen, dessen Bewohner mit allen möglichen Lärminstrumenten die Sportler begrüßten. An der Spitze der Wettkämpfer marschierten mit Toni Seelos, James Couttet und Evelyn Pinching drei ehemalige Weltmeister, dazu auch Sigmund Ruud.

## Erwähnenswertes
- Erstmals gab es Alpine Skiweltmeisterschaften außerhalb Europas
- Deutschland und Japan waren von den Weltmeisterschaften ausgeschlossen
- Die „Alpine Kombination“ stand nicht am Programm, dafür erstmals der Riesenslalom
- Es konnten weiterhin pro Nation mehr als 4 Läufer pro Bewerb eingesetzt werden
- Die Skimannschaft Österreichs nahm am «Fis-Ball» im «Münchnerhof» am 19. Januar in der Wiener Mariahilferstraße teil und reiste am 25. Januar in die USA ab. Allerdings gab es bei der Anreise zu dieser Veranstaltung auf Grund der Zonengrenzen durch die alliierten Besatzungsmächte Hindernisse, so wurde Dagmar Rom aufgehalten, weil sie ihre Identitätskarte (im Volksmund «I-Ausweis» genannt) vergessen hatte. Und es bedurfte auch der Visa-Genehmigungen für die Einreise in die USA, die alle erteilt wurden[2][3]

Die Abreise erfolgte mit dem «Arlberg-Express», der die Delegation nach Zürich brachte, von wo aus anderntags der Flug nach New York erfolgte. Dort traf die Equipe am 27. Januar ein, wo es mit 21 Grad Plus ungewöhnlich warm war. Es ging auch nicht gleich weiter, weil die US-Gastgeber für die Alpenländler eine «Sightseeing-Tour» veranstalteten. Um den 1. Februar traf die Mannschaft in Aspen ein.
- Österreich stellte das zahlenmäßig größte Team mit 8 Herren und 7 Frauen. Frankreich hatte 7 Herren und 4 Damen, von denen Suzanne Thiolliere aber nur als Ersatz gemeldet worden war. Die Schweiz brachte es auf 8 Herren, aber nur 3 Damen (Olympiasiegerin Schlunegger fehlte, weil ihre Familie ein kleines Restaurant führte und sie unabkömmlich war). Auch Italien war nur mit wenigen Läufern vertreten, von denen Zeno Colò und Celina Seghi die bekanntesten waren (und Colò die besten Medaillenchancen eingeräumt wurden).[8]
- Die Programmierung wurde absichtlich mit dem Abfahrtsrennen als letzten Bewerb vorgenommen, da diese Disziplin am riskantesten mit hoher Verletzungsgefahr angesehen worden ist. Für den Riesenslalom wurden pro Nation je 8 Teilnehmer (Herren und Damen zusammen) erlaubt, während jene für den Slalom noch nach den Schneeverhältnissen bestimmt werden sollte. (Der österreichische Verband entschied sich, für den Startbewerb, den Riesenslalom der Damen am 13. Februar, fünf Damen zu nominieren, bei den Herren gingen am 14. Februar sieben Österreicher an den Start). Das Interesse der amerikanische Presse war für die Alpinbewerbe eindeutig größer als jenes zuvor für die Nordischen Weltmeisterschaften in Lake Placid.[9]
- Die Norweger sprangen bei der Liftfahrt schon nach halber Fahrt ab, damit sie früher zum Slalomtraining erscheinen konnten. Darauf beschwerte sich die Konkurrenz, worauf die FIS diese Vorgehensweise verbot.[10]
- Zeno Colò war der erste Herren-Goldmedaillengewinner für Italien; mit Doppel-Gold schien Italien nun in einer Gesamtbilanz aller bisherigen Weltmeisterschaften mit drei Goldmedaillen (nach jener 1932 durch Paula Wiesinger) auf. Und Colò, der 1952 nochmals mit Abfahrts-Gold sowohl für Olympia- als auch Weltmeisterschaft erhielt, blieb (ebenso wie Wiesinger) der bis dato (Mai 2017) einzige Goldmedaillen-Gewinner in Olympia- oder Weltmeisterschafts-Abfahrten.
- Während sich die ÖSV-Herren mit einer Bronzemedaille begnügen mussten (vielleicht auch durch die verletzungsbedingten Ausfälle gehandicapt), holten die Damen jeweils Doppelsiege und auch überall Rang vier.
- Die Schweizer Herren konnten ihr Slalom-Gold von 1948 wiederholen und hatten inklusive der Vorkriegs-Weltmeisterschaften (dank zweimal Rudolf Rominger und einmal David Zogg) fünfmal Gold, weiters je drei Silber- und Bronzemedaillen, jedoch sollte diese Goldmedaille von Georges Schneider die letzte bis zum aktuellen Zeitpunkt (Mai 2017) bleiben, denn danach gab es nur mehr einmal Silber (Silvan Zurbriggen 2003) und zweimal Bronze (Jacques Lüthy 1980 und Michael von Grünigen 1996) und bei Olympischen Spielen nur das vorgenannte Lüthy-Bronze 1980.

### Vorberichte, Einschätzungen
Die Witterungsverhältnisse mit zu wenig Schnee im US-Osten (inkl. Rocky Mountains) dürften dazu beigetragen haben, dass es in den letzten Wochen in Aspen ruhig geblieben war – und dem offiziellen Pressedienst, der sowohl für Lake Placid als auch Aspen zentralisiert war, war möglicherweise – nach einem sehr „bulletinreichen“ Vorwinter – der Stoff ausgegangen. Für europäische Verhältnisse war es fast unvorstellbar, wie wenig sich die große Tagespresse um diese Rennen kümmerte. Die monatlich und halbmonatlich erscheinenden Skimagazine hatten (recht lückenhaft) informiert.
Die aus 10 Mitgliedern bestehende französische Mannschaft, darunter drei „Alpin-Damen“, traf am Morgen des 31. Januar in New York ein und flog anderntags nach Aspen weiter. Henri Oreiller erklärte, in der Form seines Lebens zu sein; er sei zuversichtlich, auch Stein Eriksen, den er als gefährlichsten Rivalen betrachtete, schlagen zu können. Der französische Mannschaftsmanager, Jacques Tuot, hielt – außer Eriksen – die Österreicher, US-Amerikaner und Italiener als größte Konkurrenten, während die übrigen Länder schwächere Teams als bei früheren Weltmeisterschaften hätten. Der Plan der «Tricolore» lautete, sich etwa fünf Wochen in Nordamerika aufhalten zu wollen und nach den Weltmeisterschaften an verschiedenen Konkurrenzen («Harriman-Cup» in Sun Valley, weiters in Stowe und Banff bei den nordamerikanischen Slalom- und kanadischen Meisterschaften) teilzunehmen.
Die Damen-Abfahrtsstrecke, ausgehend vom Silver Queen Mountain, wurde auf Begehren verschiedener Nationen geändert, weil sie sich als zu gefährlich erwies; eine der besten kanadischen Läuferinnen, hatte sich beim Training am 2. Februar einen Knöchelbruch zugezogen.
In einer vom «Sport Zürich» in der Ausgabe Nr. 18 vom 10. Februar 1950, S. 4, Titel «Aspen – ein Markstein in der Geschichte des alpinen Skilaufs», vorgenommenen Prognose wurde ausgeführt, dass die „Hegemonie der alpinen Länder durch die Konkurrenz aus den Nordländern und Amerika gefährdet, bei der Ausgeglichenheit der Konkurrenten das Glück eine große Rolle spielen werde. Trotzdem müssten die kommenden Weltmeister, auch wenn sie sogenannte Außenseiter sein sollten, über ein solides Können verfügen, die Anforderungen für reine Glücksritter seien zu hoch“.

Konkret wurde hinsichtlich der Herren von einer „großen Unbekannten, Frankreich, Zeno Colò als überragenden Athleten Italiens, starken Schweizern vor schweren Aufgaben“ und einer „ausgeglichenen österreichischen Equipe“, geschrieben.

Bei den Ausscheidungsrennen der Franzosen seien Oreiller und Couttet dispensiert gewesen; Oreiller hat sich im letzten Winter eine schwere Verletzung zugezogen, er hat nur am «Harriman-Cup» teilgenommen (den er mit Mühe gewann), er hat dann in St. Moritz trainiert, ist aber in der Versenkung verschwunden, hat sich selbständig vorbereitet (das rief teilweise heftige Kritiken hervor). So lasse sich bei ihm, aber auch bei Couttet, schwer ein Urteil bilden. Dieser hat außer am Lauberhorn, wo er sich teilweise geschont habe, keine Rennen bestritten – und man dürfe nicht übersehen, dass die vielen Rennjahre nicht spurlos an ihm vorübergegangen sind. François Baud, ein Neuling, galt bei seinen Landsleuten als «Geheimwaffe» (hatte mehrere Abfahrten bei den Ausscheidungen gewonnen). Georges Panisset könne im Slalom über sich hinauswachsen, er und Jean Pazzi haben sich vor einem Jahr gemeinsam in Amerika aufgehalten und mit Erfolg mehrere Rennen bestritten. Claude Penz sei zwar in der Olympiamannschaft 1948 gestanden, hatte sich aber ebenso wenig auszeichnen können wie nun bei den Selektionierungen, verdanke seine Nominierung dem dritten Platz im vorjährigen Arlberg-Kandahar, Désiré Lacroix (Rang 15 im Olympiaslalom), sei bei der Chamonix-Skiwoche 1949 groß herausgekommen, hatte die Abfahrt vor Colò und Oreiller gewonnen und war hinter Letzterem Zweiter im Slalom geworden.

Zeno Colò habe sich bei vielen Fachleuten zum großen Favoriten entwickelt; obwohl er sich in verschiedenen Rennen des vergangenen Winters ausgezeichnet habe, wurde er zu den Ausscheidungen aufgeboten, die er dann auch samt und sonders überlegen gewonnen habe. Von Silvio Alverà wisse man, dass er im Slalom zu Sonderleistungen fähig ist, während Albino Alverà und Carlo Gartner keine Sonderklasse darstellten, ehrenvolle Mittelplätze belegen könnten.

Das Schweizer Alpinteam sollte eventuell jenes wettmachen, was die nordischen Kollegen zuvor in Lake Placid und Rumford versäumt hatten. Der SSV verfüge in allen Disziplinen über einen Favoriten – im Slalom Georges Schneider, von dem sich auch die ausländische Gegnerschaft fürchte, von Ralph Olinger wurde erwartet, dass er die Zeit genützt habe, um seine Form für die Abfahrt zu vervollständigen. Der Riesenslalomspezialist sei Fernand Grosjean. Zu Edy Rominger wurde seine Erklärung angeführt, „er habe sich bei den Ausscheidungen einige Schonung auferlegt, um im entscheidenden Moment keinen Rückschlag zu erleiden.“ Rudolf Graf sei in diesem Winter noch nie aufs Ganze gegangen („an der Weltmeisterschafts-Abfahrt sei es früh genug“) – die übrigen drei, Fredy Ruby, Gottlieb und Bernard Perren, die Vertreter der jüngeren Garde waren, sollen aus taktischen Überlegungen die Rolle der Draufgänger übernehmen – sie würden Eigenschaften wie technisches Können und Mut auf sich vereinigen.

Beim ÖSV sei die Selektionierung „auf einige Schwierigkeiten gestoßen, weil sich immer wieder junge Kräfte vorgedrängt hätten, Edi Mall wurde als aussichtsreichster Läufer, Franz Gabl als Hoffnung für die Abfahrt, der genialste Fahrer sei Egon Schöpf, Christian Pravda der größte Techniker und Stilist, Walter Schuster habe sich erst in den Ausscheidungsrennen aufgedrängt, von einem weiteren Nachwuchsmann, Hans Senger, verspräche man sich Überraschungen“.

Die Vertreter der USA (allen voran Jack Reddish) wurden als „gefährlich“, jene aus Norwegen (Marius und Stein Eriksen) und Schweden (Olle Dahlman, Hans Hansson) als „ausgeglichen“ eingestuft.
Am Damensektor wurde den Österreicherinnen die klare Favoritenstellung eingeräumt, wobei Erika Mahringer die aussichtsreichsten Chancen haben sollte, Trude Beiser etwas von ihrem Können eingebüßt habe und die Nummer zwei sei. Mit Rosmarie Gebler-Proxauf, Anneliese Schuh-Proxauf, Dagmar Rom und Lydia Gstrein werde die Kampfstärke vervollständigt – Resi Hammerer und Annelore Zückert stünden als Reserve im zweiten Glied.

Frankreich beklage eine Baisse, habe deshalb nur drei Teilnehmerinnen bestimmt. Von Fachleuten seien Jacqueline Martel die besten Chancen eingeräumt worden (sie habe im letzten Jahre durch den Abfahrts- und Kombinationssieg beim Kandahar Aufsehen erregt). Micheline Demazière habe als gute Technikerin nur im Slalom etwas zu sagen, auch Lucienne Schmitt-Couttet würde im Slalom über ein solides Können verfügen.

Italien war offensichtlich nur durch Celina Seghi vertreten, der im entscheidenden Moment zu oft die Nerven durchgegangen seien. Im Grunde genommen wäre sie eine der besten Fahrerinnen, die gegenwärtig seien.

Sowohl die US- als auch Schweizer Läuferinnen seien zu Überraschungen fähig. Andrea Mead, Brynhild Grasmoen und Dodie Post seien von der Olympiamannschaft wieder dabei, die versuchen wollten, den Streich von Gretchen Fraser zu wiederholen. Bei den Kanadierinnen (Geschwister Wurtele) tappe man im Dunkeln. Bei den Schweizerinnen dürfte man sich nicht allzu sehr auf das Wunder von St. Moritz versteifen: Rosmarie Bleuer könne vor allem im Slalom erstklassige Leistungen vollbringen, Olivia Ausoni würde wohl ihre etwas umstrittene Selektionierung (siehe Resümee des «Sport Zürich» zu den Nordischen Skiweltmeisterschaften 1950, denn Ausoni hatte den Vorzug gegenüber einem Langläufer erhalten). Sylvia Mühlemann werde zugetraut, „aufs Ganze zu gehen“.

Aus Sicht von Marc Hodler, dem Chef für Abfahrt und Slalom, werde, lt. einem für die französische Sportzeitung «L’Equipe» gegebenen Interview, Aspen zwar Lake Placid schlagen, aber doch nicht die fast perfekte europäische Perfektion erreichen. Es gäbe aber eine gewisse Zahl von Offiziellen, die wüssten, was ein Wettkampf ist und die nicht bei ihrem ersten Versuch seien, wie das in Lake Placid der Fall war. Über die Schneeverhältnisse bräuchte sich keiner Sorgen zu machen, die Pisten würden eine solide Grundlage aufweisen.

### Eröffnungsfeier
Zur Eröffnungsfeier mit 114 Wettkämpfern aus 14 Ländern in Anwesenheit der FIS-Delegierten waren 2000 Zuschauer gekommen. Oberst FIS-Präsident Nikolai Ramm Østgaard hisste die Flagge der FIS und erklärte auf Englisch, Französisch und Deutsch: Im Namen des internationalen Skiverbandes spreche ich den tiefempfundenen Dank für den Empfang in Aspen aus.
Der Gouverneur des Staates Colorado, Lee Knous, entgegnete: Ich hoffe, dass das Ereignis, für welches wir hier versammelt sind, zum besseren Verständnis zwischen unserm und euren Ländern beitragen wird. Für mich lautet die Übersetzung des langen französischen Ausdruckes Fédération Internationale de Ski kurz und bündig: Internationale Freundschaft auf Ski (Anmerkung: Die Zahl 114 oder 104 bei den Teilnehmern wird in einem weiteren Bericht von «Sport Zürich» unter dem Titel «Rund um die Weltmeisterschaften» in Spalte 2 in der Ausgabe Nr. 20 vom 15. Februar mit 112 konkretisiert, wobei aber davon ausgegangen werden könne, dass wahrscheinlich nur 90 an den Start gehen würden, weil die übrigen durch Verletzungen außer Gefecht sind.)
Aus einem Vorbericht ist noch zu entnehmen, dass die Pisten am 12. Februar für das Training geschlossen geblieben sind, dass die Italiener und Franzosen über die 20 cm Neuschnee nicht erfreut waren und dass es einen Appell an die als große Hundefreunde bekannten Einwohner von Aspen gegeben hat, in den nächsten sechs Tagen die Hunde möglichst in den Häusern zu halten, da die herumstreunenden Tiere Unfälle verursachen könnten. – Aus sportlicher Seite wurden auch immer wieder die Kenntnisse und die hervorragende Arbeit von Friedl Pfeifer, einem ehemaligen österreichischen Spitzenläufer (Rang 3 im Weltmeisterschaftsslalom 1935), und der auch als Kurssetzer fungierte, genannt. (Quelle sowohl hinsichtlich Eröffnungsfeier als auch den weiteren Anmerkungen lt. «Sport Zürich» Nr. 20 vom 15. Februar 1950, S. 1 unter der Hauptschlagzeile «Alpine Weltmeisterschaften haben begonnen»)

### Verletzungen
- In den Trainings zogen sich Sylvia Mühlemann (SUI) einen Knöchelbruch, Borghild Niskin (NOR) einen Bruch des Schulterblattes und Walter Schuster einen Ober- und am anderen Bein einen Unterschenkelbruch zu. Auch Toni Spiss verletzte sich derart, dass er ausfiel. Weites gehörten die Schweizer Fred Rubi und Gottlieb Perren sowie Klippgen (NOR) und Silva (CHIL) zu den Opfern, weitere 15 Teilnehmer befanden sich in ärztlicher Pflege, jedoch war ihre Teilnahme an den Rennen nicht gefährdet.[14][15][16]

#### Nachbetrachtung aus österreichischer Sicht
Hinsichtlich der Herren kamen die Pressevertreter zur Ansicht, dass es eine längere Akklimatierungszeit gebraucht habe, was sich darin zeigte, dass die Resultate sich erst gegen Ende der Weltmeisterschaften gebessert hätten. In Summe hätte es aber ähnliche etwas enttäuschende Resultate bei den Schweizern und Franzosen gegeben, dies trotz der Goldmedaille für Georges Schneider. Sie alle seien an „Teufelskerl“ Colò gescheitert, Egon Schöpf hätte ihn in der Abfahrt schlagen können, da er um eine Sekunde voraus gewesen sei, ehe er gestürzt war.

Zum Damenteam gab es die Feststellung, dass Mahringer ihre Höchstform um eine Kleinigkeit überschritten hätte. Es habe einen unglaublichen Reporterrummel gegeben, wobei sich die Fragen eher um das Privatleben gehandelt hätten, zudem wollten Geschäftsleute die Siegerinnen zu Werbeaufnahmen überreden, nach dem Motto, »Dagmar Rom verwendet eine gewisse Seife«. Die Gründe der sportlichen Erfolge wurden durch FIS-Präsidiumsmitglied Marc Hodler dahingehend erklärt, dass gegenüber anderen Nationen die Österreicherinnen mit den Männern zusammen auf denselben Pisten trainieren würden, Trude Beiser schätzte er auf Grund deren Technik höher ein als es seinerzeit Christl Cranz war.

## Männer

### Abfahrt
| Platz | Land | Sportler          | Zeit (min) |
| ----- | ---- | ----------------- | ---------- |
| 1     | ITA  | Zeno Colò         | 2:34,4     |
| 2     | FRA  | James Couttet     | 2:35,7     |
| 3     | AUT  | Egon Schöpf       | 2:36,3     |
| 4     | SUI  | Bernhard Perren   | 2:37,7     |
| 5     | AUT  | Christian Pravda  | 2:38,1     |
| 6     | FRA  | Jean Pazzi        | 2:38,6     |
| 7     | AUT  | Edi Mall          | 2:38,9     |
| 8     | AUT  | Hans Nogler       | 2:39,5     |
| 9     | SUI  | Rolf Olinger      | 2:39,7     |
| 10    | SUI  | Edy Rominger      | 2:40,3     |
| 11    | AUT  | Franz Gabl        | 2:41,1     |
| 12    | AUT  | Hans Senger       | 2:41,5     |
| 13    | SUI  | Fernand Grosjean  | 2:44,0     |
| …     |      |                   |            |
| 16    | SUI  | Georges Schneider | 2:45,5     |
| 18    | USA  | Jim Griffith      | 2:46,5     |
| 19    | ITA  | Silvio Alverà     | 2:46,7     |
| 20    | NOR  | Jack Nielsen      | 2:46,7     |
| 21    | AUT  | Engelbert Haider  | 2:47,1     |
| 23    | YUG  | Tine Mulej        | 2:49,0     |
| 26    | CAN  | Yves Latreille    | 2:51,3     |
| 27    | NOR  | Stein Eriksen     | 2:51,4     |
| 33    | SWE  | Stig Sollander    | 2:55,1     |
| 37    | SUI  | Rudolf Graf       | 2:59,5     |
| 38    | SUI  | Fred Rubi         | 2:59,7     |
| 41    | USA  | Toni Matt         | 3:05,8     |
| 48    | CHI  | Sergio Navarrete  | 3:29,1     |

Weltmeister 1948: Henri Oreiller (FRA)

Datum: 18. Februar

Piste: „Ruthie's Run“

Länge: 3400 m, Höhenunterschied: 800 m

Tore: 14

(Die Ziffern wurden lt. «Sport-Zürich» aber mit 3700 m Länge und 857 m Höhenunterschied angegeben – letztlich geht aber aus dem Rennbericht hervor, dass der so genannte «spar-guich-run» 3300 m lang war und es etwa 750 m HU gab.)

Es hatten vorerst zwar 61 Läufer genannt, doch Gottlieb Perren und Olle Dahlman hatten wegen anhaltender Verletzungen zurückgezogen; der US-Läufer Steve Knowlton war am Morgen Vater geworden, so dass er mit den Worten, er müsse seine Knochen für seinen Sohn schonen, seine Startnummer zurückgab, allerdings blieb er als Zuschauer anwesend. So waren 58 Läufer am Start, von denen 48 ins Ziel kamen.

Alle skisportbegeisterten Amerikaner betrachteten die Herrenabfahrt als die «große Attraktion der Veranstaltung». Bei den Europäern maßen vorab die Franzosen und Italiener dieser Konkurrenz die größte Bedeutung zu, das nach ihrer Ansicht auf diesem Gebiet die größten Lorbeeren zu holen waren. Die Österreicher hatten zwar auch ihre Trümpfe in der Hand, die Schweizer übten weise Zurückhaltung. Es kam hier zum Ausdruck, dass die Chancen der SSV-Läufer nicht hoch eingeschätzt wurden.

Es war vorgesehen gewesen, auf dem Gipfel des Mount Aspen zu starten, wo es im Vorjahr die vom Franzosen Jean Pazzi gewonnene Nordamerika-Meisterschaft gegeben hatte, doch weil dieser obere Streckenteil ziemlich flach war, beschloss die Rennleitung eine Kürzung der Strecke, so dass sich der Startplatz etwa 200 m oberhalb der Sessellift-Zwischenstation befand. In seiner Gesamtheit wurde der Parcours schwerer als jener bei Olympia 1948 angesehen. Experten neigten zur Ansicht, dass der Sieger eine Mindestgeschwindigkeit von 96 km/h erreichen müsse (dies entsprach einer Rennzeit von 2:18), doch tippten die Franzosen auf eine solche – je nach Schneeverhältnissen – von 2:25 und 2:30.

Laut Angaben zuverlässiger Beobachter würden es tatsächlich nur zehn Läufer sein, die für die «Top Ten» in Frage kämen, wobei man die Schweizer gar nicht auf dem Konzept hatte, was von diesen gerne auf sich genommen wurde, unterschätzt zu werden. Diese Favoriten waren vier Franzosen (Pazzi, Couttet, Oreiller und Panisset), drei Österreicher (Pravda, Schöpf, Gabl) und dazu noch Colò, Eriksen und Reddish.

Es herrschte etwas Warmwetter, aber der vorhergesagte Schneefall blieb aus. Friedl Pfeifer, der am Morgen nochmals die Strecke heruntergefahren war, hatte festgestellt, dass der Schnee etwas weich, aber ihr Zustand ausgezeichnet war, er jedoch nicht glaube, dass die vorher berechnete Zeit von 2 Minuten eingehalten werde. Es waren 10 Kontrolltore mehr gesteckt worden, um die vorausgesagten (befürchteten) hohen Geschwindigkeiten in den Griff zu bekommen.

Der Schweizer Betreuer Arno Glatthard hatte noch durchblicken lassen, dass seine Mannen ebenfalls ein ernsthaftes Wörtchen mitreden würden, wenngleich Zeno Colò der große Favorit war – und der Ausgang des Rennens hatte gezeigt, dass gegen ihn momentan kein Kraut gewachsen war, wobei sein erneuter Sieg nicht nur auf sein Draufgängertum zurückzuführen war, denn er zeigte auch stilistisch und taktisch eine Leistung, die bei den 8000 Zuschauern einen nachhaltigen Eindruck hinterließ. Während die Konkurrenten die Geländewellen durch Sprünge überwanden (es gab solche bis zu 30 m), fuhr er die Unebenheiten aus. Überraschenderweise brillierte der «alte» James Couttet nochmals. Er geriet aber bei einem Geländesprung in die Luft, meisterte diesen Zwischenfall bravourös; bekanntlich war er auch ein guter Skispringer und dementsprechend segelte er wie ein solcher 30 m durch in die Tiefe. Henri Oreiller stürzte schwer und gab auf. Auch Rudolf Graf und der durch seine Verletzung etwas behinderte Fred Ruby stürzten, beendeten das Rennen jedoch. Sixten Isberg und Carlo Gartner resignierten, Toni Matt kam nach Sturz ins Ziel.

Yves Latreille (CAN) hatte eröffnet, ihm folgte Bernhard Perren – dessen Zeit vorerst durch Gabl, Pazzi, Baud und Mall nicht erreicht wurde, ehe Colò ins Rennen ging und um 3,3 s schneller war. Die nächsten waren Schöpf, Ohlinger und der gestürzte Hansson (2:49,2). Danach schieden Oreiller und McCullough aus (beide brachen die Ski). Es folgten die Schweizer Grosjean, Schneider und Rominger, die sich den besten Franzosen und Österreichern ebenbürtig zeigten, wobei letztere durch ihre ausgeglichenen Leistungen auffielen – und erwartungsgemäß notierte der junge Pravda neben Schöpf die beste Zeit. Kurzfristig hatte es geheißen, Bernhard Perren habe ein Tor ausgelassen, was sich aber nicht bewahrheitete. Die eisige Piste wurde von einigen Läufern als „Mörderpiste“ bezeichnet*).

Von Colò hieß es, dass er „weltmeisterlich“ fuhr, von Schöpf, dass er „so wie einer fuhr, der Weltmeister werden will“; Schöpf kam dann auch vor dem Ziel zum Sturz, was ihm möglicherweise seinen Titeltraum gekostet hatte, denn trotz dieses Malheurs hatte er „nur“ 1,9 Sekunden Rückstand auf Colò. Mehrere Läufer kamen zu Sturz, brachen die Skier. Christian Pravda wurde als der „stilvollste“ Fahrer bezeichnet. Colò begründete seine Form damit, dass er hart trainiert habe – und „es habe keinen Alkohol, keine Zigaretten und keine Frauen gegeben“.
In der Wiener Zeitung »Sport und Toto« (siehe dazu bitte den Quellenhinweis in der »Nachbetrachtung aus österreichischer Sicht«) wurde mitgeteilt, dass die Amerikaner das Wort „Suicide Slide“, also „Selbstmörderpiste“, verwenden würden.

### Riesenslalom
| Platz | Land | Sportler          | Zeit (min) |
| ----- | ---- | ----------------- | ---------- |
| 1     | ITA  | Zeno Colò         | 1:54,4     |
| 2     | SUI  | Fernand Grosjean  | 1:55,2     |
| 3     | FRA  | James Couttet     | 1:55,3     |
| 4     | FRA  | Henri Oreiller    | 1:55,8     |
| 5     | SUI  | Georges Schneider | 1:55,9     |
| 6     | ITA  | Carlo Gartner     | 1:56,0     |
| 7     | FRA  | Georges Panisset  | 1:56,3     |
| 8     | NOR  | Guttorm Berge     | 1:56,5     |
| 9     | ITA  | Silvio Alverà     | 1:56,8     |
| 10    | FRA  | Jean Pazzi        | 1:57,0     |
| 11    | NOR  | Stein Eriksen     | 1:57,1     |
| 12    | AUT  | Christian Pravda  | 1:57,5     |
| 13    | AUT  | Hans Senger       | 1:57,7     |
| 13    | SUI  | Bernhard Perren   | 1:57,7     |
| 15    | CAN  | Ernest McCullough | 1:57,8     |
| 15    | ITA  | Albino Alverà     | 1:57,8     |
| 18    | SWE  | Olle Dahlman      | 1:58,6     |
| 19    | SUI  | Edy Rominger      | 1:59,1     |
| 20    | AUT  | Egon Schöpf       | 1:59,2     |
| …     |      |                   |            |
| 22    | SWE  | Stig Sollander    | 1:59,7     |
| 23    | SUI  | Rudolf Graf       | 2:01,0     |
| 24    | AUT  | Engelbert Haider  | 2:01,6     |
| 26    | AUT  | Edi Mall          | 2:02,2     |
| 27    | USA  | Jack Reddish      | 2:02,9     |
| 29    | YUG  | Tine Mulej        | 2:03,3     |
| 32    | SUI  | Ralph Olinger     | 2:03,7     |
| 35    | AUT  | Josef Gabl        | 2:04,2     |
| 37    | AUT  | Franz Gabl        | 2:04,6     |
| 38    | AUT  | Hans Nogler       |            |

Erstmals am Weltmeisterschaftprogramm

Datum: 14. Februar

Piste: „Silver Queen“

Länge: 2000 m, Höhenunterschied: 480 m

Tore: 35
Am Start waren 63 Läufer, 61 von ihnen kamen ins Ziel.
Zeitangabe lt. „Arbeiterzeitung“
Vorfahrer waren Karl Molitor, Toni Seelos und Dick Lawrence (USA). Die Rennfahrer kamen aus 13 Nationen, Silvio Alverà eröffnete. Die Einteilung war derart erfolgt, dass die 30 besten Konkurrenten in der ersten Hälfte des Feldes starten konnten, und es erwies sich, dass die niedrigen Startnummern einen Vorteil hatten. Beim Start lag der Hang noch im Schatten, erst nach 20 Fahrern erschien die Sonne über dem Berg, wodurch die Piste etwas weich und daher langsamer wurde.
Überraschenderweise hatten die Österreicher in diesem Bewerb nichts zu sagen. Der vielfach favorisierte Zeno Colò (Startnummer 6) wurde seinem Ruf gerecht. Fernand Grosjean (Nr. 9) warf sein ganzes Können in den Kampf. James Couttet (Nr. 7) und Henri Oreiller, über deren Stärke man im Dunkeln getappt war, bewiesen, dass sie immer noch zur absoluten Spitzenklasse zählten. Für Eingeweihte bedeutete Rang 5 von Georges Schneider, der sich bisher nur als Slalomspezialist ausgezeichnet hatte, als kleine Überraschung. Die Italiener waren die großen Gewinner, Frankreich war zahlenmäßig noch besser – nur der Norweger Berge vermochte dieser Dreierkoalition unter den ersten Zehn zu trotzen.
Die mit 8 Mann gestarteten Amerikaner erlebten eine böse Enttäuschung (Jack Reddish als ihr Bester auf Rang 27), aber auch für den Österreichischen Skiverband gab es mit Rang 12 von Christian Pravda eine Niederlage. Als Pravda mit Nr. 10 als erster an der Reihe war, war die Entscheidung schon gefallen gewesen. Alle Österreicher fuhren weit unter ihrem Können. Nervosität, mangelnde Konzentrationsfähigkeit und stellenweise Unsicherheit führten zu schlechten Zeiten. Die Klage, dass die Skier zu langsam waren, wurde nicht nur von den Österreichern, sondern auch anderen Läufern vorgebracht, die sich mit dem Wachsproblem in großen Höhenlagen nicht zurechtfinden konnten. Die Startnummern allein (die übrigen hatten 12 Schöpf, 13 F. Gabl, 22 Mall, 28 Nogler, 29 Senger, 32 Haider) dürften nicht schuld an der Schlappe gewesen sein.
Das gesamte Schweizer Team hielt sich ausgezeichnet, es war plädiert worden, trotz des Missgeschicks des Trios der Verunfallten nun die Hemmungen abzulegen.
Der Rennverlauf gestaltete sich auf Grund der Ausgeglichenheit der Favoritengruppe zu einem Kampf um Zehntelsekunden. Colò verdankte seinen Titel einer rassigen Fahrt, vor allem aber offensichtlich einer Raffinesse beim Wegübergang. Während die meisten Läufer dort das Tempo reduzierten, hatte er einen kühnen Sprung getan, und sein Gleichgewicht meisterhaft haltend, war er dem letzten Streckenteil entgegengeeilt.
Die Franzosen, die unbedingt einen Sieg wollten, hatten sogar eine besondere Taktik entwickelt: Ein Spezialdienst informierte den am Start stehenden Läufer noch über die Zeit des vor ihm Gestarteten, gleichzeitig wurden letzte Weisungen gegeben. Couttet hatte allerdings bei der ihm mitgeteilten Zeit des vor ihm ins Rennen gegangenen Colò offensichtlich Bedenken gehabt, denn die 1:54,4 hatten bedeutet, dass der Italiener den ungewöhnlichen Durchschnitt von über 60 km/h erreicht hatte. Er fuhr dann zwar das Rennen seines Lebens, blieb aber mit 1:55,3 fast eine Sekunde zurück.
Anmerkung: Es kam (offensichtlich wegen nicht näher genannter Umstände, wahrscheinlich waren es Disqualifikationen?) zu Rang-Korrekturen, wonach die Schweizer Rominger, Graf und Olinger die Plätze 18, 20 und 30 belegt haben (die Zeitangaben blieben gleich).

### Slalom
| Platz | Land | Sportler          | Zeit (min) |
| ----- | ---- | ----------------- | ---------- |
| 1     | SUI  | Georges Schneider | 2:06,4     |
| 2     | ITA  | Zeno Colò         | 2:06,7     |
| 3     | NOR  | Stein Eriksen     | 2:08,0     |
| 4     | USA  | Jack Reddish      | 2:08,4     |
| 5     | AUT  | Egon Schöpf       | 2:09,0     |
| 5     | CAN  | Ernest McCullough | 2:09,0     |
| 5     | FRA  | James Couttet     | 2:09,0     |
| 8     | SWE  | Olle Dahlman      | 2:09,8     |
| 9     | AUT  | Franz Gabl        | 2:09,9     |
| 10    | FRA  | Desirè Lacroix    | 2:10,5     |
| 11    | AUT  | Hans Nogler       | 2:10,6     |
| 12    | SUI  | Fernand Grosjean  | 2:11,7     |
| …     |      |                   |            |
| 14    | AUT  | Hans Senger       | 2:11,8     |
| 23    | AUT  | Edi Mall          | 2:14,7     |
| 24    | AUT  | Engelbert Haider  | 2:15,3     |
| 27    | SUI  | Bernhard Perren   | 2:16,1     |
| 29    | SUI  | Edy Rominger      | 2:16,3     |
| 39    | AUT  | Christian Pravda  | 2:35,6     |
| 43    | SUI  | Rudolf Graf       | 2:24,7*    |
|       | AUT  | Josef Gabl        | 2:35,2     |

*inkl. 5 Strafsekunden
Weltmeister 1948: Edy Reinalter (SUI)

Datum: 16. Februar

Länge: 600 m, Höhenunterschied: 275 m

Tore: 40
Am Start waren 60 Läufer, 58 von ihnen kamen ins Ziel – ausgeschieden: Ralph Olinger (SUI) und der für die USA startende Österreicher Toni Matt
 Was allerdings die Ränge ab 12 anbelangt, gab es nochmals eine Berichtigung, so dass Grosjean auf Rang 12 vorrückte – eigentlich hätte Rominger diesen Platz einnehmen können, wenn ihm nicht wegen Berührung einer Torstange die Strafsekunden auf Rang 29 zurückgeworfen hätten (ein Protest der Schweizer wurde abgewiesen) – offensichtlich wurden der vorerst Zwölfte, Stig Sollander (SWE) 2:11,3 min oder der Dreizehnte Jean Pazzi (FRA) 2:11,5 min, entweder disqualifiziert oder mit Strafsekunden belegt oder deren Zeiten korrigiert
Zu Josef Gabl 155,2 wurde keine Platzierung genannt

Gleich 10.000 Besucher kamen zum «Magnifico-Run». Zeno Colò galt als der große Favorit, offizielle Bulletins nannten aber auch Couttet, Oreiller, Dahlman, Grosjean und Eriksen – trotzdem war es eine kleine Sensation, dass Stein Eriksen mit 62,7 s die Bestzeit aufstellte und Colò um eine Zehntelsekunde distanziert hatte. Auf Grund des Riesenslalom-Resultats zählten die Österreicher diesmal nicht als Mitfavoriten. Georges Schneider blieb in 63,6 schon etwas zurück, doch als Dritter hatte er sich ein Mitspracherecht um den Titel gesichert. Eine Überraschung waren auch die 63,9 von Jack Reddish. Er war mit Nr. 2 (hinter Couttet) gestartet, und diese Start-Nr. war auch Anlass für harte Worte seitens der Franzosen, Schweizer und Italiener, denn er war nicht ausschließlich gelost, sondern da oder dort gesetzt worden – und da hieß es, «dass die Amerikaner ihren Leuten die besten Nummern gegeben hätten». Aber auch mit McCullough hatte niemand gerechnet. Als erster Österreicher ging Christian Pravda mit Nr. 10 ins Rennen, doch kam er beim drittletzten Tor zu Sturz, musste 10 m zurücklaufen, erzielte 71,1 s Egon Schöpf fuhr zu verkrampft, sein Stil wurde als «funny-zig-zag-run» apostrophiert – er wurde in 64,2 s gemessen, Franz Gabl war um eine Zehntelsekunde schneller – und bei Hans Senger (als Debütant in einem derart schweren internationalen Rennen) waren die 65,0 hoch einzuschätzen. Nogler erreichte 65,3, Haider 67,3 (wegen seiner rundlichen Figur nannten ihn die Amerikaner «sleeping car»).

Im zweiten Durchgang war die Bahn etwas langsamer geworden, so dass es nicht mehr möglich war, Eriksens Zeit aus dem ersten Lauf zu erreichen. Der Norweger kam nur auf 65,3 und blieb deutlich hinter Colòs 63,9, so dass ein Sieg des Italieners in greifbarer Nähe stand. Nur eine Extraleistung konnte Georges Schneider noch den Erfolg bringen. Er passierte absolut ruhig, aber sehr flüssig und präzise ein Tor nach dem anderen und sauste unbeirrbar dem Ziel entgegen – und er war um 0,3 s schneller als Colò. Da sich weder Schöpf noch Reddish steigern konnten, blieb nur mehr James Couttet übrig. Er konnte zwar die Colò-Zeit egalisieren, blieb aber im Total auf der Höhe von Schöpf und McCullough. Oreiller missglückte der zweite Lauf. Pravda konnte sogar noch die großartige Zeit von Sieger Schneider mit 62,6 unterbieten, doch war sein Rückstand aus dem ersten Lauf zu enorm gewesen. Später diktierte die Jury noch je 5 Strafsekunden gegenüber u. a. Oreiller, Edy Rominger und Rudolf Graf, das Resultat wurde rektifiziert.

In den ersten Stellungnahmen wurde die Meinung vertreten, dass der Slalom zu leicht gewesen wäre, selbst der Sieger gab zu, dass die Anforderungen nicht sehr groß waren, Eriksen wählte eine Mittelding, «nicht zu leicht, aber es hätte härter sein können» und der italienische Betreuer Menardi reklamierte, dass der Kurs zu kurz war, er hätte 5 bis 10 Tore mehr umfassen sollen.

## Frauen

### Abfahrt
| Platz | Land | Sportlerin                  | Zeit (min) |
| ----- | ---- | --------------------------- | ---------- |
| 1     | AUT  | Trude Jochum-Beiser         | 2:06,6     |
| 2     | AUT  | Erika Mahringer             | 2:07,5     |
| 3     | FRA  | Georgette Thiollière-Miller | 2:08,4     |
| 4     | AUT  | Anneliese Schuh-Proxauf     | 2:08,6     |
| 5     | USA  | Catherine Rodolph           | 2:08,9     |
| 6     | FRA  | Lucienne Schmith-Couttet    | 2:10,0     |
| 7     | USA  | Jannette Burr               | 2:10,7     |
| 8     | FRA  | Susanne Thiollière          | 2:11,0     |
| 9     | AUT  | Dagmar Rom                  | 2:11,1     |
| 10    | AUT  | Resi Hammerer               | 2:11,3     |
| 11    | AUT  | Lydia Gstrein               | 2:11,8     |
| 12    | USA  | Andrea Mead                 | 2:12,9     |
| 13    | SWE  | Sarah Thomasson             | 2:14,0     |
| …     |      |                             |            |
| 15    | SUI  | Rosmarie Bleuer             | 2:16,3     |
| 16    | ITA  | Celina Seghi                | 2:16,9     |
| 19    | CAN  | Sandra Tomkinson            | 2:21,9     |
| 23    | GBR  | Evelyne Pinching            | 2:28,3     |
| 24    | CAN  | Rosmarie Schultz            | 2:32,1     |

Weltmeisterin 1948: Hedy Schlunegger (SUI) (Karriere beendet)

Datum: 17. Februar

Piste: „Ruthie's Run“

Länge: 2100 m, Höhenunterschied: 600 m

Tore: 16 (Die Ziffern wurden lt. «Sport-Zürich» vorerst mit 2815 m Länge und 612 m Höhenunterschied angegeben, aber im Rennbericht werden 1,8 km und 560 m HU genannt.)

Am Start waren 27 Läuferinnen, 24 von ihnen kamen ins Ziel – unter den drei Läuferinnen, die aufgegeben hatten bzw. durch Sturz ausschieden, befand sich auch Olivia Ausoni (SUI). Schon vor dem Rennen hatten Berrit Stensby und Borghild Niskin ihre Nennungen wegen Verletzungen zurückgezogen

Das Rennen fand bei empfindlicher Wärme statt, weshalb die Piste ziemlich weich geworden war, womit die Ski-Präparierung eine wichtige Rolle spielte. Schuh-Proxauf ging als Erste über die Piste, Schmitt-Couttet war um 1,4 s langsamer. Bei Rosemarie Bleuer war ein kurzfristiger Sturz vermutet worden, denn in 2:16,3 war sie bedeutend schlechter. Beiser legte ein unheimliches Tempo vor und dank ihres guten Stehvermögens bewältigte sie auch die sehr coupierten Partien tadellos. Ihre Durchschnittsgeschwindigkeit betrug 80 km/h. Jacqueline Martel (FRA) streckte nach einem Sturz die Waffen. Mitfavoritin Mahringer zeigte ebenfalls eine wunderbare Leistung, war um 9 Zehntel Sekunden langsamer als ihre Kameradin. Seghi riskierte zu viel, kam zu Sturz, verlor wertvolle Zeit. Catherine Rodolph kam überraschend zu der bis dahin viertbesten Zeit. Dagmar Rom, die auf den Hattrick aspiriert hatte, war zu langsam, kam gerade noch unter die ersten Zehn. Georgette Miller-Thiollière, die versprochen hatte, das Rennen unbedingt zu gewinnen, zeigte auch außerordentliches Draufgängertum. Marge Owen (CAN) kam gleich nach dem Start bös zu Sturz und musste schwer verletzt abtransportiert werden. Die Leistung der Schweizerinnen wurden als enttäuschend empfunden. Fachleute hatten den Eindruck, dass ein Mangel an Kampfgeist vorhanden war. Aus den Zeiten der Österreicherinnen auf den Rängen 9 bis 11 mit dem geringen Unterschied war am besten die Gleichwertigkeit des Teams ersichtlich.

### Riesenslalom
| Platz | Land | Sportlerin                  | Zeit (min) |
| ----- | ---- | --------------------------- | ---------- |
| 1     | AUT  | Dagmar Rom                  | 1:29,6     |
| 2     | AUT  | Trude Jochum-Beiser         | 1:29,8     |
| 3     | FRA  | Lucienne Schmith-Couttet    | 1:30,0     |
| 4     | AUT  | Erika Mahringer             | 1:31,8     |
| 5     | AUT  | Anneliese Schuh-Proxauf     | 1:31,9     |
| 6     | AUT  | Lydia Gstrein               | 1:32,7     |
| 7     | AUT  | Resi Hammerer               | 1:33,1     |
| 8     | USA  | Catherine Rodolph           | 1:33,4     |
| 9     | USA  | Andrea Mead                 | 1:33,5     |
| 10    | FRA  | Micheline Desmazières       | 1:33,8     |
| 11    | SWE  | Sarah Thomasson             | 1:34,1     |
| 12    | ITA  | Celina Seghi                | 1:34,3     |
| 13    | USA  | Suzy Harris-Rytting         | 1:36,2     |
| 14    | SUI  | Olivia Ausoni               | 1:36,3     |
| 15    | FRA  | Georgette Miller-Thiollière | 1:36,9     |
| …     |      |                             |            |
| 17    | SUI  | Rosmarie Bleuer             | 1:38,2     |
| 20    | CAN  | Lois Woodworth              | 1:43,4     |
| 22    | GBR  | Evelyne Pinching            | 1:45,3     |
| 24    | NOR  | Borghild Niskin             | 1:46,8     |
| 28    | CAN  | Sandra Tomkinson            | 2:06,6     |

Erstmals am Weltmeisterschaftprogramm

Datum: 13. Februar

Piste: „Silver Queen“

Länge: 1200 m, Höhenunterschied: 300 m

Tore: 28

Am Start waren 28 Läuferinnen.

Anmerkung: Der «Sport-Zürich», der den Bericht allerdings von «United Press» übernommen hatte, schrieb von 35 Toren. – Des Weiteren wird angeführt, dass um 12 Uhr der letzte der drei Vorfahrer gestartet sei. Das Rätsel um Georgette Miller-Thiollière sei gelöst worden, sie habe sich entschlossen, zu starten. Erste Läuferin war Celina Seghi, gefolgt von Rosmarie Bleuer. Erika Mahringer habe die erste neue Bestzeit aufgestellt, dann stand Jochum-Beiser in der Nähe eines Sieges. Eine Sensation rief Schmitt-Couttet hervor, die nur zwei Zehntel hinter Beiser geblieben war. Dagmar Rom setzte alles auf eine Karte. Das enttäuschende Abschneiden der beiden Schweizer Starterinnen konnte dadurch erklärt werden, dass sie angesichts der verletzungsbedingten Ausfälle von Sylvia Mühlemann und auch zwei männlichen Mitgliedern des SSV gehemmt waren, was einigermaßen verständlich war. Auch Borghild Niskin hatte trotz ihres gebrochenen Schlüsselbeins starten wollen, doch ließ das ihr Betreuer nicht zu.

### Slalom
| Platz | Land | Sportlerin                  | Zeit (min) |
| ----- | ---- | --------------------------- | ---------- |
| 1     | AUT  | Dagmar Rom                  | 1:47,8     |
| 2     | AUT  | Erika Mahringer             | 1:47,9     |
| 3     | ITA  | Celina Seghi                | 1:49,5     |
| 4     | AUT  | Anneliese Schuh-Proxauf     | 1:49,9     |
| 5     | FRA  | Lucienne Schmith-Couttet    | 1:51,0     |
| 6     | USA  | Andrea Mead-Lawrence        | 1:51,7     |
| 7     | AUT  | Trude Jochum-Beiser         | 1:54,4     |
| 8     | FRA  | Georgette Miller-Thiollière | 1:55,1     |
| 9     | AUT  | Resi Hammerer               | 1:55,8     |
| 10    | USA  | Catherine Rodolph           | 1:56,2     |
| 11    | SUI  | Olivia Ausoni               | 1:57,5     |
| 12    | AUT  | Rosemarie Gebler-Proxauf    | 1:59,9     |
| …     |      |                             |            |
| 16    | CAN  | Lois Woodworth              | 2:07,0     |
| 18    | SWE  | Sarah Thomasson             | 2:11,7     |
| 22    | GBR  | Evelyne Pinching            | 2:17,9     |
| 23    | CAN  | Rosmarie Schultz            | 2:22,2     |

Weltmeisterin 1948: Gretchen Fraser (USA)

Datum: 15. Februar

Piste: „Magnifico Slopes“

Länge: 400 m, Höhenunterschied: 175 m

Tore: 33 – Kurssetzer Friedl Pfeifer

Am Start waren 28 Läuferinnen, 23 von ihnen kamen in die Wertung – Durch Disqualifikation ausgeschieden: Rosemarie Bleuer (SUI)

6000 Zuseher waren zu Mittag erschienen. Da nur ein Teil der Startnummern ausgelost worden war, gab es die Startreihenfolge Mead – Mahringer – Seghi – Rom – Schmitt-Couttet und Bleuer. Seghi erreichte in tiefer Fahrstellung 54,1 s, somit zweite Laufzeit. Sie schnallte ihrer Skier vorläufig gar nicht ab, denn nun kam Rom, deren Sicherheit und Wendigkeit verblüffend waren. Für Bleuer waren die 60,8 gleichbedeutend, dass sie das Rennen schon verloren hatte. Schuh-Proxauf egalisierte Mahringers Zeit, mit Jochum-Beiser (54,8) schob sich noch eine Österreicherin in den Vordergrund, und Georgette Miller-Thiollière wusste hier mit 57,4 (gleiche Zeit wie Hammerer) besser zu gefallen als zuvor im Riesenslalom. Ausoni war mit 58,3 zwar schneller als ihre Grindelwalder Mannschaftskollegin, doch befand sie sich damit auch schon hinter den Anwärterinnen auf Spitzenplätze.

Die Startreihenfolge im zweiten Lauf war dieselbe wie im ersten, also wieder mit Andrea Mead als Erster, die aber schon von Mahringer klar unterboten wurde. Durch die höher stehende Sonne war der Schnee etwas stumpf geworden, so dass nicht mehr die Zeiten aus dem ersten Lauf erreicht werden konnten. Bei Seghi war es klar: Sollte sie wiederum so schnell sein wie im ersten Lauf, so war ihr vielleicht der Sieg sicher, aber sie blieb hinter Mahringer. Für Dagmar Rom waren 54,6 als Sollzeit für die Goldmedaille notwendig, und genau diese Marke erreichte sie und war damit um 0,1 s schneller als ihre Teamkollegin. Bleuer fuhr diesmal etwas schneller als zuvor (59,6), was ihr im Endklassement Rang 14 eingebracht hätte – doch sie hatte (wie noch weitere vier Konkurrentinnen) ein Tor ausgelassen, was zur Disqualifikation führte. Da sich Ausoni mit Rang 11 zufriedengeben musste, war es erneut eine nicht überzeugende Leistung der Schweizerinnen. Als Überraschungen wurden Mead und Catherine Rodolph bezeichnet, bei Miller-Thiollière wurde ein Formanstieg konstatiert. Trude Beiser war nach einem leichten Kantenfehler gestürzt, so dass sie eine bessere Zeit vergab. Die Laufzeiten des 2. Durchgangs brachten Mahringer vor Rom und Mead. Rosemarie Gebler-Proxauf als Zwölfte, war die einzige Österreicherin, die nicht in die ersten Zehn kam; sie war statt der Kitzbühlerin Lydia Gstrein aufgestellt worden.

## Medaillenspiegel
| Platz | Land       |   |   |   |   |
| ----- | ---------- | - | - | - | - |
| 1     | Österreich | 3 | 3 | 1 | 7 |
| 2     | Italien    | 2 | 1 | 1 | 4 |
| 3     | Schweiz    | 1 | 1 | – | 2 |
| 4     | Frankreich | – | 1 | 3 | 4 |
| 5     | Norwegen   | – | – | 1 | 1 |